# Johannes Barck
Johannes Barck, död 6 juli 1705, var en svensk präst.

## Biografi
Johannes Barck var son till kyrkoherden Johannes Ludovici Barck och Margareta Larsdotter i Barkeryds församling. Han blev 1659 student vid Uppsala universitet och prästvigdes 2 juli 1665. Barck utnämndes 18 maj 1666 till kyrkoherde i Barkeryds församling, med tillträdde 1667. Han avled 1705 och begravdes på Barkeryds kyrkogård..

### Familj
Barck gifte sig 1671 med Brita Broddesdotter Amberg (1647–1722). Hon var dotter till gästgivaren Brodde Jacobsson och Ingrid Torstensdotter Lohm i Markaryds socken. De fick tillsammans barnen Johannes Barck, Brodde Barck, mantalskommissarien Lars Barck, Catharina Barck (född 1680) som var gift med kyrkoherden Jonas Granbeck i Urshults församling och kyrkoherden Jonas Littulander i Skärstads församling, Annika Barck (född 1681) som var gift med regementsskrivaren Gudmund Bursie och befallningsmannen Sjöström, Christina Barck (född 1683) som var gift med hovrättskommissarien Klint, Margareta Barck som var gift med kyrkoherden Johannes Rammelius i Kristbergs församling, kyrkoherden Jonas Torpadius i Kristbergs församling och kyrkoherden Petrus Knoop i Skeppsås församling, Maria Barck som var gift med regementsskrivaren Lars Andersson Halander i Reftele, Brita Barck som var gift med kyrkoherden Joh. Fornell i Värnamo församling, Helena Barck (född 1686) som var gift med mönsterskrivaren Anders Westberg och Ingrid Regina Barck (född 1687) som var gift med komministern Olof Ståhl i Berga församling och komministern Sven Fagraeus i Berga församling.